# 宮下すずか
宮下 すずか（みやした すずか、1957年 - ）は、日本の児童文学作家。

## 経歴・人物
長野県安曇野市生まれ。明治大学文学部を卒業する。学術専門書の出版社への勤務経験がある。2004年、「い、ち、も、く、さ、ん」で、毎日新聞社が主催する第21回《小さな童話》大賞大賞を受賞する。2009年、『ひらがなだいぼうけん』で鹿児島市と鹿児島市教育委員会が主催する第19回椋鳩十児童文学賞を受賞する。好きな作家として、加古里子や椋鳩十を挙げている。

## 作品リスト
- 『ひらがなだいぼうけん』（みやざきひろかず絵、偕成社） 2008年11月
- 『カタカナダイボウケン』（みやざきひろかず絵、偕成社） 2009年11月
- 『すうじだいぼうけん』（みやざきひろかず絵、偕成社） 2010年10月
- 「もじのだいぼうけん」シリーズ 3巻セット（みやざきひろかず絵、偕成社） 2011年3月
- 『あいうえおのせきがえ ことばって、たのしいな!』（いとうのぶや絵、くもん出版） 2013年1月
- 『にげだした王さま ことばはともだち』（石川日向絵、くもん出版） 2013年12月
- 『とまれ、とまれ、とまれ! ことばはともだち』（がみ絵、くもん出版） 2013年12月
- 『漢字だいぼうけん』（にしむらあつこ絵、偕成社） 2014年2月
- 『カアカアあひるとガアガアからす ことばはともだち』（たなかあさこ絵、くもん出版） 2014年3月
- 『赤のはんたいは? ゆかいなことばつたえあいましょうがっこう』（市居みか絵、くもん出版） 2014年10月
- 『てんのないにっき ゆかいなことばつたえあいましょうがっこう』（市居みか絵、くもん出版） 2014年12月
- 『ちびっこやゆよ ゆかいなことばつたえあいましょうがっこう』（市居みか絵、くもん出版） 2015年3月
- 『3、2、1、ゼロ? いち、に、さんすうときあかしましょうがっこう』（市居みか絵、くもん出版） 2016年6月
- 『○を□に! いち、に、さんすうときあかしましょうがっこう』（市居みか絵、くもん出版） 2016年9月
- 『すきなじかんきらいなじかん いち、に、さんすうときあかしましょうがっこう』（市居みか絵、くもん出版） 2017年2月